# 김정태 (1869년)
김정태(金禎泰, 1869년 2월 7일 ~ 1935년 4월 8일)는 대한제국과 일제강점기의 관료로, 본적은 전라남도 고흥군 고흥면이다.

## 생애
1901년 11월 함경북도 관찰부 주사, 1903년 3월 궁내부 대한제국 중추원 의관을 역임했으며 1907년 11월 전라남도 흥양군 주사, 1909년 7월 전라남도 영광군수를 역임했다. 1910년 10월 1일 전라남도 영광군수로 임명되었고 1912년 8월 1일 일본 정부로부터 한국 병합 기념장을 받았다.
1911년부터 1914년까지 전라남도 일대에서 학교 설립비와 도로 공사비, 농사개량시설비 등을 기부한 대가로 조선총독부로부터 여러 차례 목배를 받았으며 1913년 1월 31일 전라남도 광주군수로 임명되었다. 1914년부터 1917년 7월 10일까지 전라남도 지방토지조사위원회 임시위원을 역임했고 1915년 11월 10일 일본 정부로부터 다이쇼 대례 기념장을 받았다. 1918년 7월 1일부터 1923년 6월 18일까지 전라남도 순천군수를 역임했으며 1921년 4월 조선총독부가 주최한 내지 시찰단의 일원으로 일본으로 잠시 출국하기도 했다.
1922년 5월 31일 일본 정부로부터 훈6등 서보장을 받았으며 1922년 12월 28일 고등관 4등, 1923년 2월 28일 정6위에 각각 서위되었다. 1923년 7월 17일 특지에 의해 종5위로 승급되었고 1924년 4월 27일부터 1927년 4월 26일까지 조선총독부 중추원 참의를 역임했다. 1928년 11월 16일 일본 정부로부터 쇼와 대례 기념장을 받았다.
1935년 4월 13일에 발행된 조선총독부 기관지 《매일신보》는 그를 "전라남도 도내 굴지의 실업가로 전라남도 각 군의 군수와 중추원 참의의 요직을 역임한 인물", "노후에 고향인 고흥으로 내려온 뒤에 지방 원로로 세인의 존경을 받았으며 재산의 일부를 사회 사업에 기증하라는 유언을 남긴 인물"이라고 평가했다. 친일파 708인 명단의 중추원 부문, 민족문제연구소의 친일인명사전 수록자 명단의 중추원 부문과 관료 부문, 친일반민족행위진상규명위원회가 발표한 친일반민족행위 705인 명단에 포함되었다.

## 참고자료
- 친일반민족행위진상규명위원회 (2009). 〈김정태〉. 《친일반민족행위진상규명 보고서 Ⅳ-4》. 서울. 118~126쪽.